# Grbičasta golobica
Grbičasta golobica (znanstveno ime Russula caerulea) je gliva iz rodu golobic (Russula).

## Taksonomija
Prvič jo je kot Agaricus caeruleus opisal mikolog Christian Hendrik Persoon v svojem delu iz leta 1801 Synopsis methodica fungorum. Njeno vrstno znanstveno ime izvira iz latinske besede caeruleus za modro.
V rod golobic jo je prenesel švedski oče mikologije Elias Magnus Fries.

## Značilnosti
Klobuk ima premer 3–10 cm in je vijoličaste barve. Sprva je izbočen ali celo zvonast, kasneje pa se splošči in dobi na osredju vedno temno vijoličasto grbico, kar je neznačilno za golobice. Kožica klobuka se lahko olušči do dveh tretjin. Rob klobuka s starostjo postane nažlebkan.
Bet je bel in čvrst, ozke kijaste oblike. Visok 4–9 cm in širok 1–2 cm.
Lističi so gosti, široki in bledo oker barve.
Meso je belo in blagega okusa, kožica na klobuku je grenka.

## Razširjenost in življenjski prostor
Grbičasta golobica se pojavlja pozno poleti in jeseni pod bori, s katerimi tvori mikorizno simbiontsko povezavo. Je široko razširjena po svetu v severnem zmernem pasu.

## Mikroskopske značilnosti
Trosni prah je svetlo oker barve. Trosi so elipsoidni in ornamentirani. Velikost: 8-9 × 6.5-8 µm.

## Podobne vrste
- škrlatna golobica (Russula atropurpurea) ima raje listnate drevesne partnerje in nima značilne grbice.
- modrikasta golobica (Russula cyanoxantha) ni tako živahne barve in nima grbice na osredju.

## Uporabnost
Je užitna, a kožica na klobuku je grenka.

## Image gallery
- Klobuk, lističi in bet
- Trosi